# Kamala (wrestler)
James Harris (født 28. maj 1950, død 9. august 2020) var en amerikansk pensioneret professionel wrestler, bedre kendt under ringebetegnelsen Kamala. Som Kamala, portrætterede han en skræmmende og dum ugander, der kæmpede barfodet i krigsmaling og lændeklæde, som gik ind i ringen med en afrikansk maske og bar et spyd og et skjold, ledet af den maskerede "handler" Kim Chee (oftest portrætteret af Steve Lombardi). Han er bedst kendt for sine optrædener i World Wrestling Federation/Entertainment (WWE) i midten af 1980'erne og begyndelsen af 1990'erne.